# Beta motoneuron
β motoneuron je typ dolního motorického neuronu, který inervuje intrafuzální vlákna svalového vřeténka s extrafuzálními vlákny (typ vlákna pro pomalé škubnutí). Axony β neuronů jsou myelinizované a jsou tenčí a v přenosu pomalejší než alfa motoneurony. Rozeznává se statický β motoneuron, který inervuje řetězová svalová vřeténka a dynamický β motoneuron, který inervuje vakovitá svalová vřeténka.